# ساوث ملبورن
ساوث ملبورن South Melbourne هو أحد أحياء ملبورن عاصمة ولاية فكتوريا الأسترالية، ويبعد كيلومترين عن وسط المدينة التجاري. وهي منطقة الحكومة المحلية لمدينة بورت فيليب. كان عدد سكان جنوب ملبورن 9,317 نسمة في تعداد عام 2011.

## أعلام
- نويل هيل
- توم دافي
- جون روجرز
- تشارلز شو
- جاك باريت
- جون جوزيف سكانلان
- بيرت داي
- بيل سلاتر
- جورج جيمس كوتس
- أرت أتكينسون